# Hauts-Forts
Les Hauts-Forts sont le sommet le plus élevé du massif du Chablais en Haute-Savoie avec une altitude de 2 466 mètres. Ils dominent le secteur Arare de la station d'Avoriaz.

## Toponymie
Si le terme Fort dériverait du patois for signifiant « four », qui décrirait une zone ensoleillée, le terme Haut présente plusieurs définitions. Bien qu'il pourrait être formé à partir du latin altum (« haut » ou « élevé »), il dériverait plutôt de au qui décrit un « alpage » tout comme les termes aup et aulp. Ainsi le toponyme Hauts-Forts désignerait un alpage bien exposé au soleil.

## Géographie

### Topographie
Les Hauts-Forts sont le plus haut sommet d'une montagne qui est encadrée par la Dranse de Morzine au sud-est, la Dranse de Sous-le-Saix parcourant la vallée des Ardoisières au nord-ouest tandis que la station d'Avoriaz délimite son flanc nord-est. Enfin le flanc sud-est est situé à proximité de la frontière franco-suisse via le col du Fornet.

### Géologie
La montagne dans son ensemble constitue une immense structure monoclinale inclinée vers le nord-ouest. Elle est entièrement constituée par la nappe de la Brèche dont elle constitue l'extrémité sud de la synforme. Le sommet est situé dans les schistes ardoisiers (Callovien - Oxfordien) tandis que la falaise qu'il surplombe correspond à la brèche inférieure (Jurassique précoce à moyen). Les schistes ardoisiers recouvrent une grande partie du flanc nord-ouest de la montagne qui est uniquement recouvert par la brèche supérieure (Kimméridgien - Tithonien) autour de la pointe de Ressachaux.

Panorama du massif du Chablais aux dents du Midi depuis le col de Bostan (Bossetan). Les Hauts-Forts sont le sommet situé tout à gauche. La ligne de crête située à sa droite, en partie ombragée, forme l'extrémité sud des nappes préalpines. Vers la droite, on entre ensuite dans le domaine helvétique (que chevauchent les Préalpes chablaisiennes) représenté notamment par le val d'Illiez (partiellement couvert par des forêts), les dents du Midi et la Tête de Bostan.

## Histoire

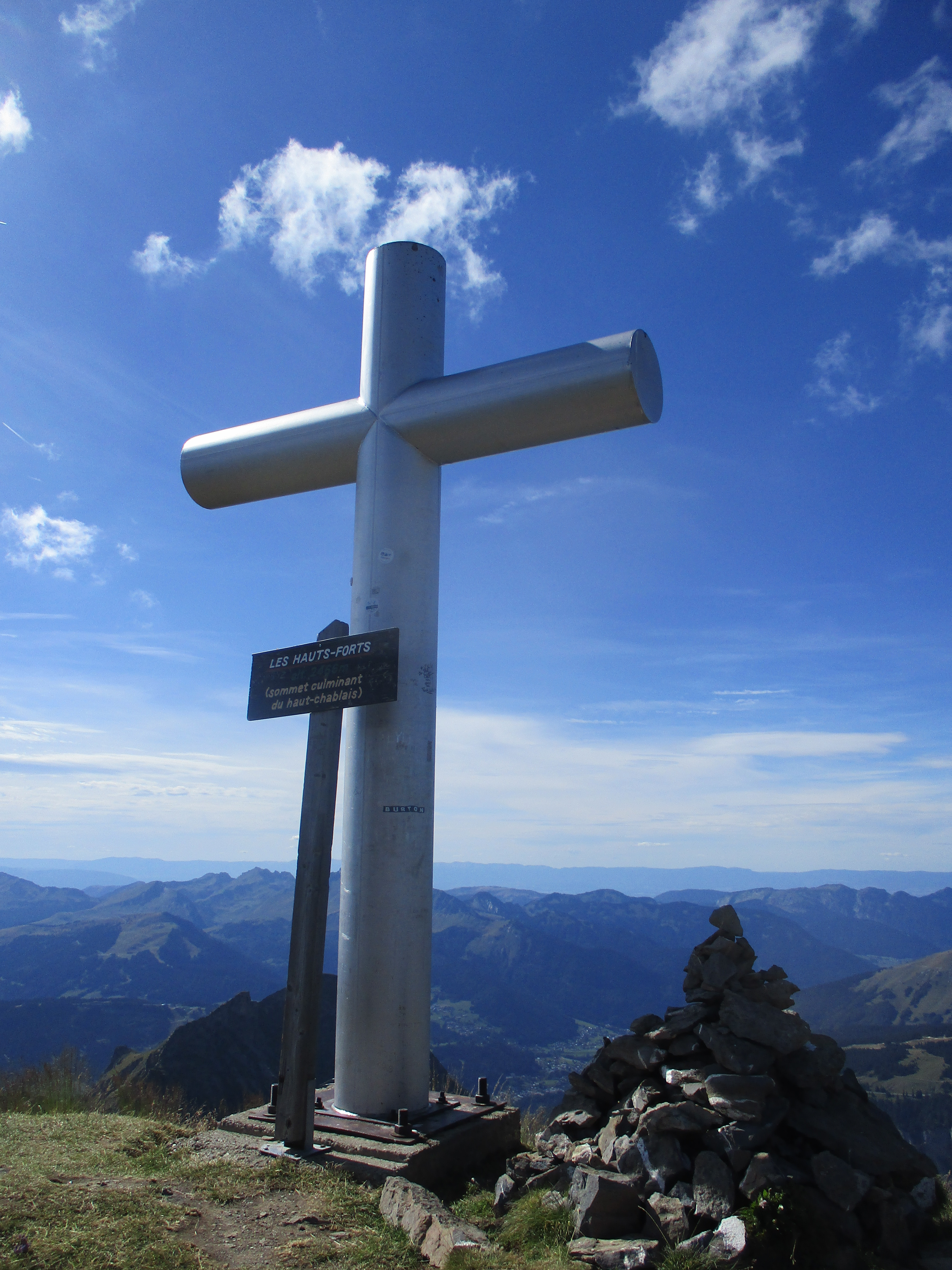
Croix sommitale.

Une croix en acier sur un socle en béton a été dressée le 31 juillet 1986. Elle est de fait la plus haute croix du Chablais. Elle a été érigée par les saisonniers d'Avoriaz « en remerciement d'une saison particulièrement enneigée sans que l'avalanche ne se déclenche... » d'après le bulletin paroissial.

## Ascension
Plusieurs télésièges de la station d'Avoriaz (télésièges des Grandes Combes et de Lac-Intrets) permettent d'accéder au pied des Hauts-Forts ainsi qu'une route de service jusqu'aux gares d'arrivée des télésièges. Il est aussi possible d'y accéder depuis un chemin de randonnée débutant au hameau du Crêt dans la vallée de la Dranse de Morzine. Cependant, l'accès depuis Avoriaz est potentiellement le plus  dangereux car il incorpore des passages aériens sécurisés par un câble.